# Septembre 1916 (guerre mondiale)
Août 1916 - septembre 1916 - Octobre 1916
- 1er septembre : 
  - Déclaration de guerre ottomane à la Roumanie.

- 2 septembre : 
  - Le premier dirigeable allemand évoluant au-dessus de l'Angleterre est abattu.
  - Sur le front roumain, victoire bulgare face aux unités de couverture roumaines à la bataille de Tutrakan.

- 6 septembre : 
  - Accord entre l'Allemagne et l'Autriche-Hongrie, confiant à Guillaume II, le commandement suprême de l'armée impériale allemande et de l'armée commune. Dans les faits, le commandement est exercé par le haut-commandement allemand, l'OHL, dirigé depuis le 29 août par les dioscures, Paul von Hindenburg et Erich Ludendorff.

- 9 septembre : 
  - Premier vol du Bristol F.2.

- 14 septembre :
  - Offensive italienne dans le Carso oriental.
  - Sur le front roumain, offensive germano-bulgare à l’est de Silistra le long des positions roumaines.

- 15 septembre : 
  - Émission du premier emprunt de la défense nationale, en rentes 5 % exemptées d'impôt et non remboursables avant quinze années ;
  - Première intervention des chars d'assaut alliés dans la Somme : conquête de Courcelette, Martinpuich, du bois des Fourcaux, du village de Flers ; capture de 4 000 prisonniers;
  - première attaque combinant avions et véhicules blindés à Flers-Courcellette.

- 16 septembre : 
  - Accord entre l'Allemagne, la Bulgarie et l'empire ottoman, confiant à Guillaume II, le commandement suprême de l'armée bulgare et de l'armée ottomane ; cet accord étend aux deux autres membres de la quadruplice les dispositions en vigueur depuis le 6 septembre établies entre le Reich et l'Autriche-Hongrie.

- 17 septembre : 
  - Première victoire aérienne de Manfred von Richthofen, à bord d'un Albatros D.II.

- 18 septembre :
  - Interruption, sur ordre d'Alexeï Broussilov, de l'offensive d'été russe.
  - Reddition grecque à Kavala face aux unités bulgares.

- 19 septembre :  
  - En Afrique, évacuaton de Tabora par les Allemands. La localité est occupée immédiatement par les troupes belgo-congolaises.

- 23 septembre : 
  - Raid aérien allemand nocturne sur Londres. Douze dirigeables sont engagés dans cette attaque.

- 24 septembre :
  - Nouveau raid aérien allemand nocturne sur Londres. Un seul dirigeable est engagé dans cette attaque.

- 25 septembre : 
  - Offensive austro-allemande en Transylvanie : le territoire hongrois conquis par l'armée roumaine est libéré en 18 jours.
  - Conquête de Combles, à 12 km de Péronne, par les unités franco-britanniques engagées dans la Somme.

- 29 septembre : 
  - Blaise Diagne, député du Sénégal, obtient par une loi spécifique, que les habitants des « quatre communes » soient soumis aux obligations du service militaire au même titre que les autres Français.